# 木津川站 (京都府)
木津川站（日语：／ Kizugawa eki */?）是位於奈良縣綴喜郡田邊町（現時：京田邊市），奈良電氣鐵道及近畿日本鐵道京都線的臨時車站（廢站）。車站位於木津川南邊，新田邊車庫北邊。

## 概要
由於京都市距離海邊較遠，在該處的居民前往海灘往往需要乘坐較長時間的列車才能到達靠近日本海一方的紀伊水道。因此在琵琶湖和木津川上的游泳場變得較受歡迎。

在1929年（昭和4年），當時為近鐵京都線前身奈良電氣鐵道時代，在木津川處開拓了3.3萬平方米的游泳場。奈良電氣鐵道便在該河流處設置了臨時月台，成為了連接游泳場的接駁交通。由於車站的特性，當時此站只於夏季開放，為一座臨時車站，後來一度變為常設車站。在戰時中曾經被廢除，後來在戰後重開。
在最頂盛時期的1955年度（昭和30年度），一年共有約17萬人乘坐列車前往該遊泳場。
後來隨著各地開設遊泳池等遊泳設施，使遊泳場的重要性逐漸減弱。在1965年（昭和40年），遊泳場結業同時此站也暫停營業，最後在1974年（昭和49年）正式廢除。

## 歷史
- 1929年（昭和4年）7月10日：開設遊泳場，同時此奈良電氣鐵道的車站啟用（臨時車站）。
- 1932年（昭和7年）11月23日：升級為常設車站。
- 1945年（昭和20年）5月20日：車站暫停營業。
- 1946年（昭和21年）10月1日：車站被廢除。
- 1948年（昭和23年）7月1日：以臨時車站的名義重開。
- 1963年（昭和38年）10月1日：奈良電氣鐵道與近畿日本鐵道合併，成為近畿日本鐵道車站。
- 1965年（昭和40年）8月23日：車站再次暫停營業。
- 1974年（昭和49年）7月20日：車站再次被廢除。

## 車站周邊

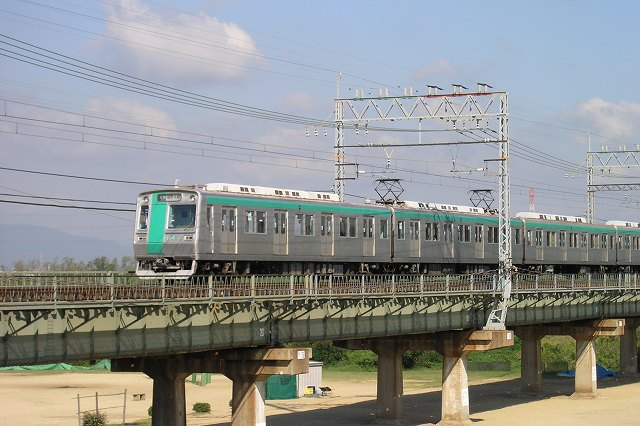
在木津川橋橋樑上通過的京都市交通局10系電動列車（2005年10月）

車站遺址附近設有河川公園（運動公園）和稻田。南邊設有私家醫院。
- 田邊木津川運動公園[1]
- 田邊的濱船碼頭遺跡[2]
- 京都田邊紀念醫院
- 京都府道801號京都八幡木津單車徑線（日语：京都府道801号京都八幡木津自転車道線）
- 近畿日本鉄道（近鉄）京都線木津川橋梁
- 木津川（日语：木津川 (京都府)）

## 現狀
在近畿日本鐵道（近鐵）京都線木津川橋樑南邊設有行人、單車專用平交道。後來隨著路軌下方的單車徑（京都府道801號線）開通，該平交道不再使用。另外，現時已經看不到車站與遊泳場的痕跡。

## 相鄰車站
近畿日本鐵道
京都線
富野莊－（臨）木津川－新田邊

## 注腳
1. ↑  . 施設案内. 京田辺市.   [2023-12-08]. （原始内容存档于2024-05-24） （日语）.
2. ↑  . 観光案内. 京田辺市観光協会.   [2023-12-08] （日语）.

## 相關項目
- 日本鐵路車站列表 Ki